# Bücker
Bücker-Flugzeugbau GmbH – niemiecki producent samolotów założony w roku 1932. Najbardziej znany z wysokiej jakości samolotów sportowych, używanych także podczas II wojny światowej jako samoloty treningowe dla Luftwaffe.
Spółka została założona przez Carla Bückera, służącego jako oficer marynarki niemieckiej podczas I wojny światowej. Po wojnie spędził on kilka lat w Szwecji, zakładając tam fabrykę Svenska Aero. Po sprzedaży całego interesu w roku 1932 Bücker powrócił do Niemiec i otworzył nową fabrykę w Johannisthal pod Berlinem w roku 1934.
Trzema największymi sukcesami Bückera było wyprodukowanie samolotów Bücker Bü 131 Jungmann (1934), Bücker Bü 133 Jungmeister (1936) i Bücker Bü 181 Bestmann (1939).
Poza tym fabryka wytwarzała na podstawie licencji samoloty innych producentów: Focke-Wulf Fw 44, DFS 230 oraz części do samolotów Focke-Wulf Fw 190, Junkers Ju 87 i Henschel Hs 293.
Po zakończeniu II wojny światowej zakłady znalazły się na terenie sowieckiej strefy okupacyjnej, gdzie zostały przejęte, a następnie zlikwidowane.
Model Bücker Bü 181 był produkowany po wojnie w Czechosłowacji i Egipcie.
Samoloty marki Bücker:
- Bücker Bü 131 Jungmann, dwupłat szkoleniowy
- Bücker Bü 133 Jungmeister, dwupłat szkoleniowo-akrobacyjny
- Bücker Bü 181 Bestmann, samolot szkoleniowo-transportowy